# Majtényi Mihály
Majtényi Mihály, Markovics (Nagybecskerek, 1901. július 21. – Újvidék, 1974. július 7.) prózaíró, újságíró, műfordító. Írásait az expresszionizmus irányvonala és a sajátosan egyedi vajdasági élményvilág határozta meg.

## Életútja, munkássága
Tanulmányait szülővárosában végezte. 1928-tól a zentai Friss Újsághoz szegődött munkatársnak, majd szerkesztőnek, 1929-ben a zombori Új Hírek, 1937-ben a szabadkai Napló munkatársaként alkotott, közben a vajdasági magyar lapok, köztük a Kalangya közölték írásait. 1944-ben ő lett az újvidéki Magyar Szó alapítószerkesztője. 1951-55 között a Híd c. irodalmi folyóiratot szerkesztette.
Figyelemre méltóak versei, de legsikeresebbek kisregényei, sikert leginkább a Mocsár (1928), majd a Garabonciás (1952), Bige Jóska házassága (1955) c. regényei arattak. A jugoszláviai irodalmi, újságírói világot örökítette meg A magunk nyomában (1961) és Szikra és hamu (1963) c. alkotásaiban. Színdarabjai mind Szabadkán, mind Újvidéken színpadra kerültek, köztük Harmadik ablak (1958), A száműzött (1971).
Érett korától, az 1940-es évek-től színes, anekdotikus stílus jellemezte alkotásait, publicisztikáját is. Szerb nyelven is megjelentek művei, maga is fordított szerb kortársaktól.

## Művei
- Kokain. Novellák; Unio Ny., Senta, 1929
- Császár csatornája. Regény; Magyar Írás, Bp., 1944
- Forró föld. Novellák és karcolatok; Testvériség-Egység, Noviszád, 1950
- Élő víz. Regény; Testvériség-Egység Kiadó, Noviszád, 1951
- Garabonciás. Vidám regény; Testvériség-Egység, Újvidék, 1952
- Bige Jóska házassága. Regény; Testvériség-Egység, Noviszád, 1955
- Lássuk a medvét; Forum, Novi Sad, 1959
- A magunk nyomában. Emlékezések, írói arcképek; Forum, Novi Sad, 1961
- Csillagszámoló; Forum, Novi Sad, 1963
- Szikra és hamu. Emlékezések, írói arcképek; Fórum, Novi Sad, 1963
- Garabonciás és Bige Jóska házassága. Regény; Forum, Novi Sad, 1966
- Így is történhetett. Kisregény, elbeszélések; Forum, Novi Sad, 1968
- Remények batárján. Válogatott elbeszélések; vál., előszó Major Nándor; Forum, Újvidék, 1971
- Betűtánc; vál., sajtó alá rend. Tomán László; Forum, Újvidék, 1975
- A napkorong aranya. Novellák; vál., előszó, utószó Juhász Géza; Tankönyvkiadó Intézet, Újvidék, 1981 (Házi olvasmány 7. oszt.)
- Hétfejű sárkány. Regény; sajtó alá rend., utószó Juhász Géza; Forum, Újvidék, 1981
- Markovics Mihály: Kokain. Novellák; Magyar Szó, Újvidék, 2011
- Mocsár. Regény; Forum, Újvidék, 2011